# Montanoa frutescens
Montanoa frutescens là một loài thực vật có hoa trong họ Cúc. Loài này được Augustin Pyramus de Candolle mô tả khoa học đầu tiên năm 1836 dưới danh pháp Montagnaea frutescens theo mô tả năm 1833 nhưng không công bố của Ethel M. Mairet. Năm 1881 William Botting Hemsley chỉnh lại thành Montanoa frutescens.

## Phân bố
Loài bản địa México, trừ khu vực tây bắc nước này.